# Mięsień marszczący brwi

Mięsień marszczący brwi

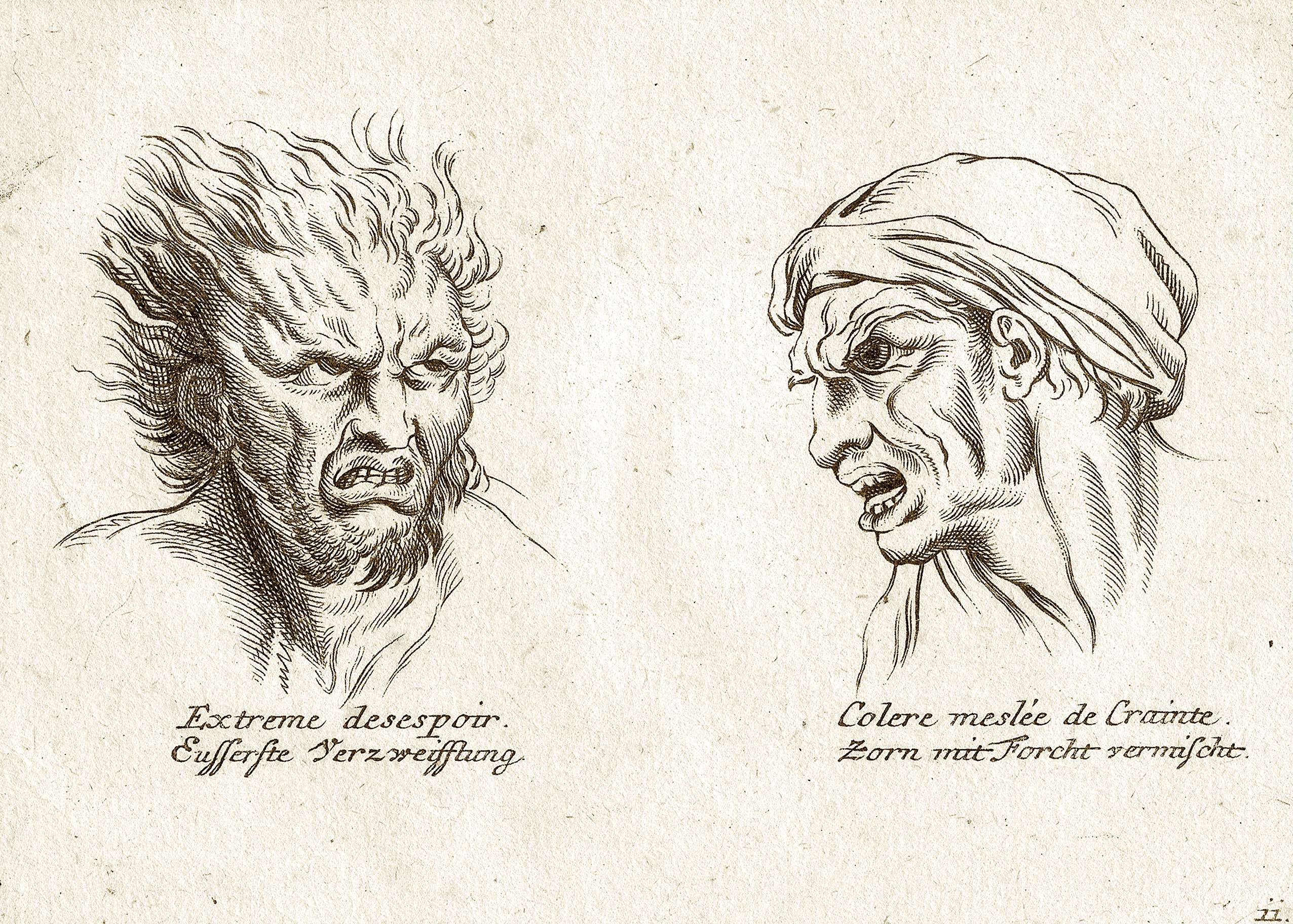
Ryciny przedstawiające czynność mięśnia marszczącego brwi

Mięsień marszczący brwi (łac. musculus corrugator supercilii) – w anatomii człowieka niewielki, wąski, parzysty mięsień wyrazowy głowy, należący do grupy mięśni otoczenia szpary powiek, położony bocznie od nasady nosa. Przyczep początkowy ma na części nosowej kości czołowej, następnie włókna biegną lekko ku górze i odśrodkowo, krzyżując od spodu włókna mięśnia okrężnego oka, brzuśca czołowego mięśnia potyliczno-czołowego oraz częściowo mięśnia podłużnego. Przyczep końcowy znajduje się w skórze powyżej brwi. 
Unerwiony jest przez gałązki skroniowe od nerwu twarzowego (VII), a unaczyniony zazwyczaj przez tętnicę nadbloczkową.
Oba mięśnie marszczące brwi działają zazwyczaj jednocześnie. Skurcz tego mięśnia pociąga skórę nieco w dół, lecz przede wszystkim dośrodkowo. W ten sposób między brwiami, na nasadzie nosa, powstają dwa lub trzy pionowe fałdy (za fałdy poziome odpowiada mięsień potyliczno-czołowy). W mimice odpowiada to złości, zniecierpliwieniu lub cierpieniu (tzw. brew Laokoona). Nie zawsze jednak jego czynność ma związek z emocjami. Wytworzony przez niego fałd skórny na nasadzie nosa chroni także oczy na przykład przed ostrym światłem padającym z góry.